# Famille Dolfin
La famille Dolfin (Dolfìn), également sous les formes italianisées Delfino, Delfini, Delfin ou encore Delphinus,  est une ancienne famille patricienne de Venise, originaire de Mazzorbo.

## Historique

### Légende
Selon la légende, la famille Dolfin descendrait de la gens Memmii
. Un membre de cette famille, à une date inconnue, Memmio, se serait blessé et serait devenu boiteux, il aurait ainsi reçu comme Gradinicus, devenu par la suite un patronyme à Venise, sous la forme Gradenigo. Un descendant, Zuanne Gradenigo, dit dolfin (« dauphin ») en raison de son physique, aurait adopté ce nom pour sa famille.

### Première mentions
La famille Dolfin (Dolfìn) semble apparaître vers la fin du XIe siècle. Le premier membre mentionné est Domenico, procurateur de Saint-Marc (magistrat), en 1095.
Entre 1261 et 1262, la famille Dolfin fournit sept représentants au Maggior Consiglio (Grand Conseil).
En 1262, Giacomo Dolfin, dans la lutte contre les Grecs et leurs alliés génois, obtient une flotte d'une trentaine de galères afin de bloquer le port de Thessalonique.
En août 1356, Giovanni Dolfin est élu doge.
Francesco Sansovino, dans Venetia citta nobilissima et singolare (1604, « Venise ville très noble et singulière »), loue la beauté du palais érigé par son père Jacopo Sansovino à la demande de Giovanni Dolfin, le considétant comme « l'un des palais les plus remarquables du Grand Canal pour l'architecture, l'ordonnance des pierres apparentes, la maîtrise et l'importance des volumes et le coût des travaux entrepris ».
Giacomo Dolfin (1465-1507), fils de Pietro et Margherita de Giovanni Contarini, neveu de Giorgio, auteur du Cronicha, commande au peintre Giovanni Bellini, le retable à la mémoire de ses parents, qui sera placé dans la chapelle familiale de l'église de San Francesco della Vigna.

## Armes

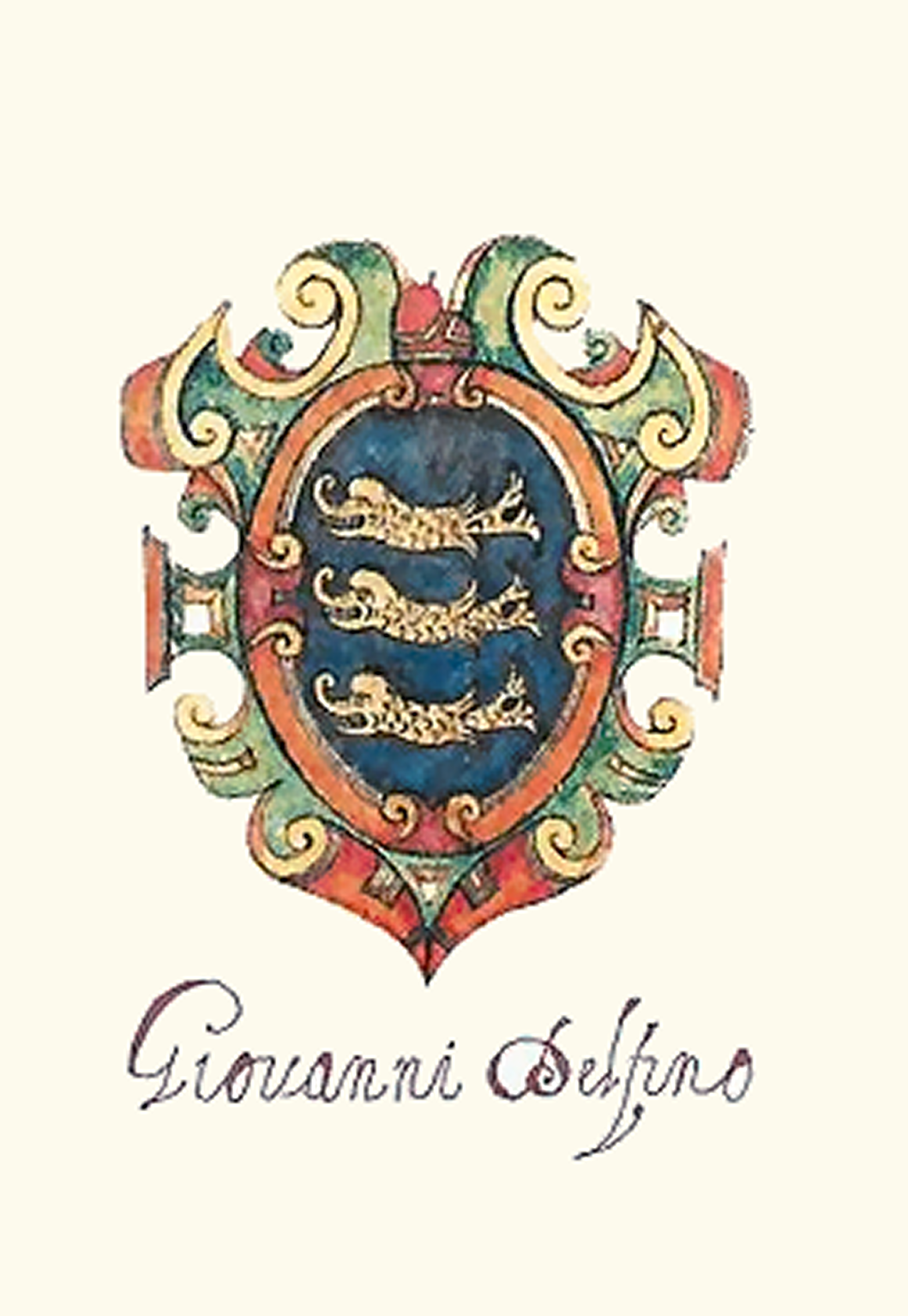
Armes de la famille Dolfin.

Les armes des Dolfin se composent de trois dauphins d'or en champ d'azur, posés en fasce. (Armorial général, 1861)
Quelques branches ont parti l'écu en deux champs d'azur et d'argent et d'argent et d'azur avec un seul dauphin.

## Personnalités
La famille peut être considérée comme l'une des plus puissantes de l'histoire de Venise, en raison de ses personnalités. Elle a donné notamment un doge, six cardinaux, ambassadeurs, évêques, procurateurs de Saint-Marc, patriarches d'Alexandrie, de Grado et d'Aquilée.

### Laïcs

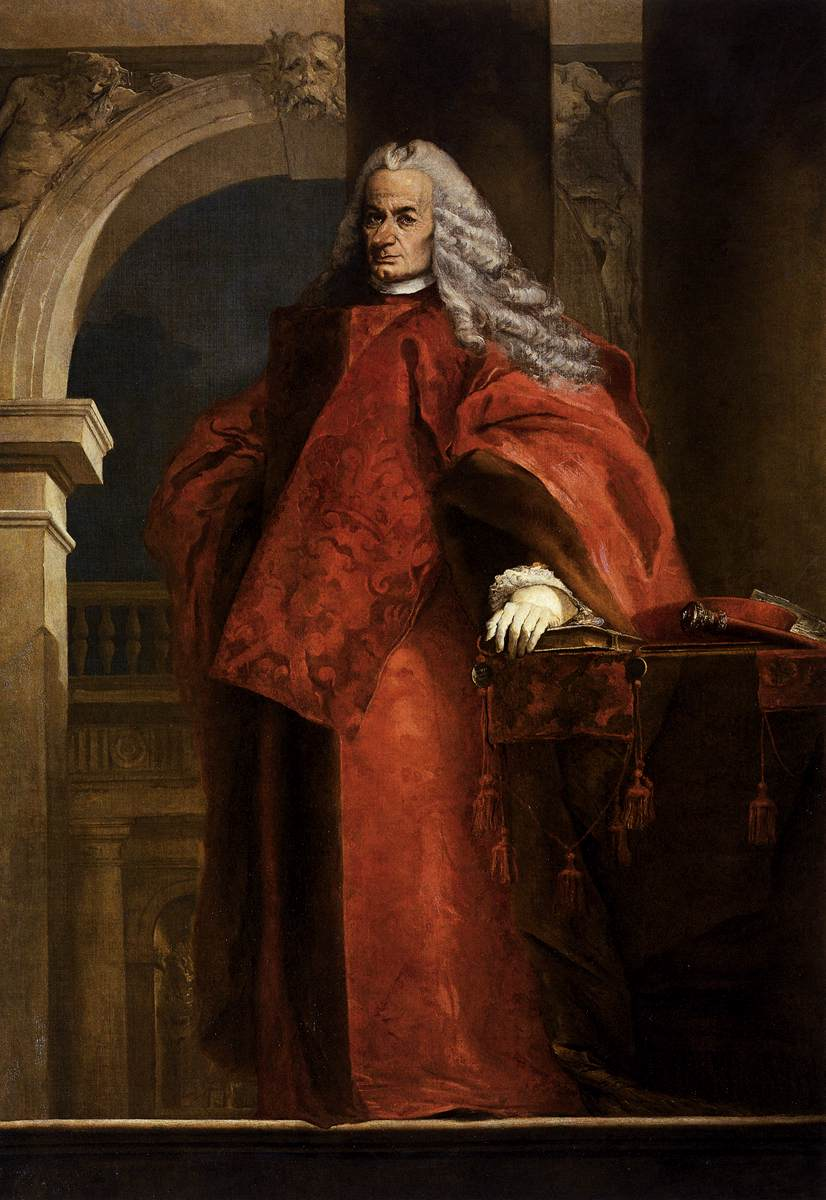
Portrait de Daniele IV Dolfin, procurateur de Saint-Marc, par Giambattista Tiepolo.

- Domenico Dolfin, duc de Candie de 1216 à 1217 ;
- Giacomo Dolfin, duc de Candie en 1261-1262 ;
- Giovanni Dolfin, doge de Venise en 1356 ;
- Andrea Dolfin (1545 - 1602), procurateur de Saint-Marc, monument funéraire à l'église San Salvador ;
- Flaminio Delfin (1552-1605), capitaine général des troupes de l'Église ;
- Vittoria Delfin, mère du pape Clément X ;
- Lorenzo Dolfin est représenté avec deux autres magistrats, Michele Pisani et Marin Malipiero, dans une œuvre du Tintoret, La Madone des Camerlenghi (ou des trésoriers) en 1566-1567. Cette toile de 221 × 521, conservée aux Gallerie dell'Accademia de Venise, provient du palais Camerlenghi au Rialto. Il s'agit d'un tableau votif commandé par ces magistrats[6].
- Daniele IV Dolfin (it), procurateur et capitaine de la flotte, fit faire son portrait par Giambattista Tiepolo vers 1750-1760. Il est conservé à la Pinacoteca Querini Stampalia[7].
- Daniele Andrea Dolfin (it) (1748–1798), homme politique, ambassadeur à la cour de Louis XVI.

### Religieux

#### Cardinaux
- Zaccaria Dolfin (1527-1583), créé cardinal par Pie IV.
- Giovanni Delfino (1545-1622), ambassadeur et procurateur de Saint-Marc, fut créé cardinal par Clément VIII en 1604.
- Giovanni Delfino (1617-1699), créé cardinal par Alexandre VII en 1667 .
- Daniello Marco Delfino (1653-1704), créé cardinal par Innocent XII en 1699.
- Daniele Delfino (1686-1762), créé cardinal par Benoît XIV en 1747.

#### Patriarches, évêques
- Angelo Dolfin (it) († 1336), évêque de Castello (1328-1336).
- Leonardo Dolfin (it) (1354-1415) : évêque d'Asolo (1380), archevêque de Candie (1387), patriarche d'Alexandrie (1401-1402).
- Giovanni Delfino (it) (1529- 1584), évêque de Torcello (1563-1579), puis de Brescia (1579-1584).
- Dionisio Dolfin (it) (1663-1734), évêque titulaire de Lorea (1698-1699), patriarche d'Aquilée (1699-1734).
- Giovanni Paolo Dolfin (it) (1736-1819), évêque de Ceneda (1774-1777), évêque de Bergame (1778-1819).

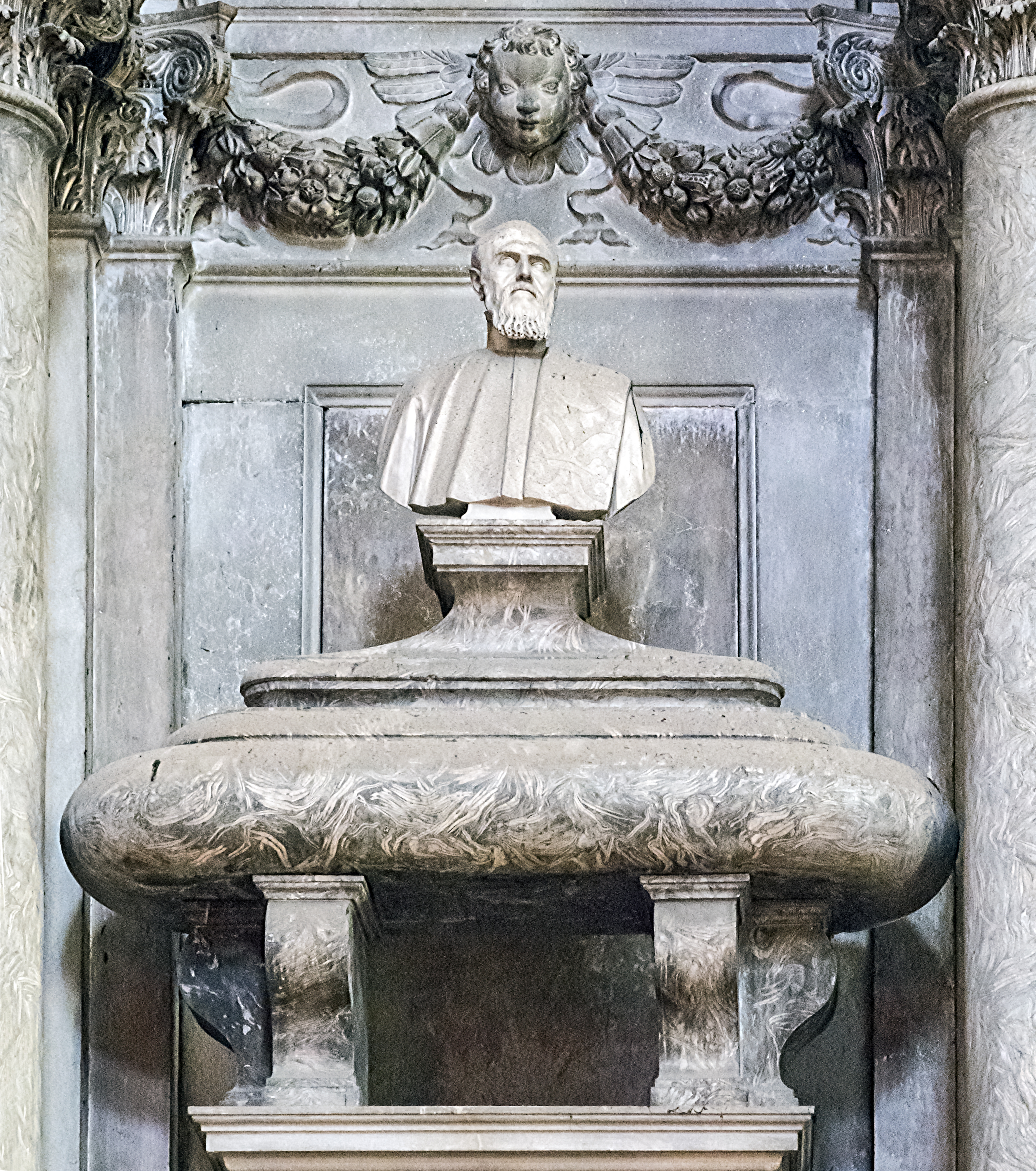
Monument à Andrea Dolfin
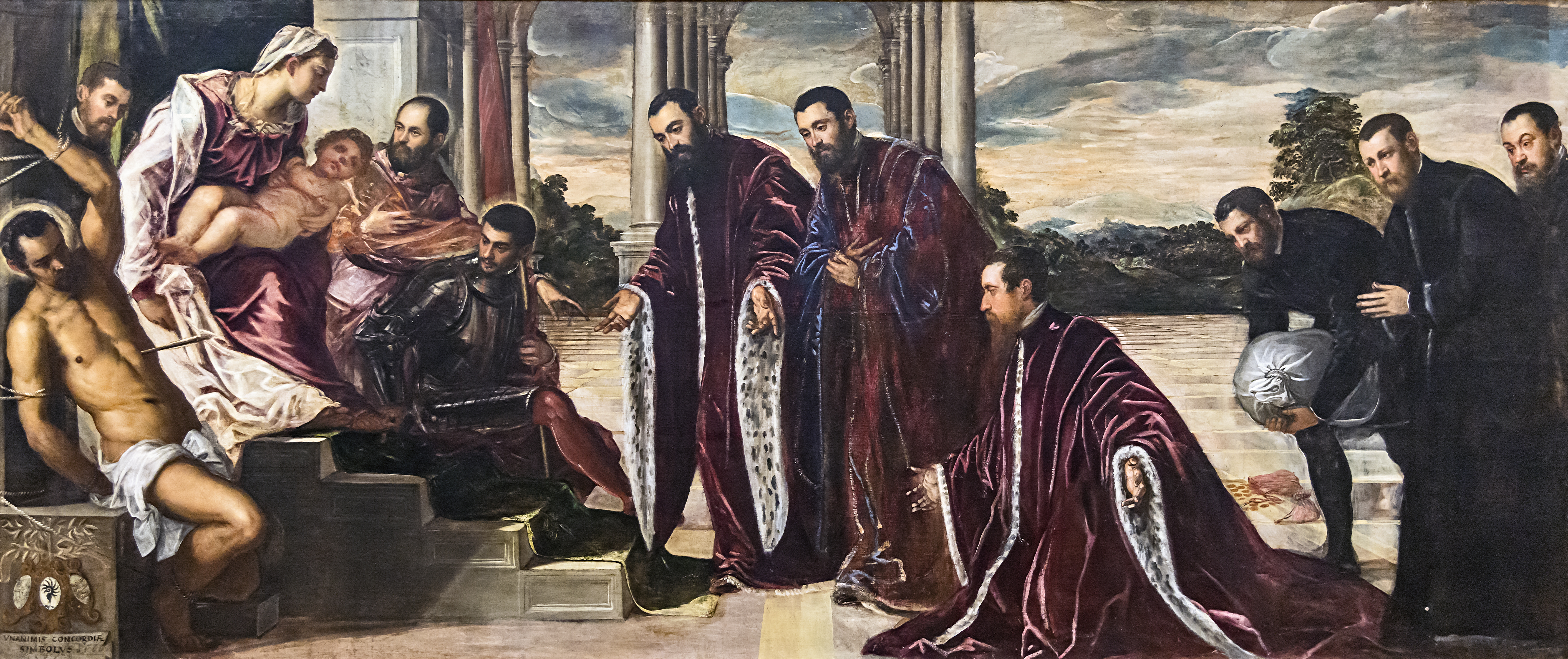
Lorenzo Dolfin (premier camerlingue)
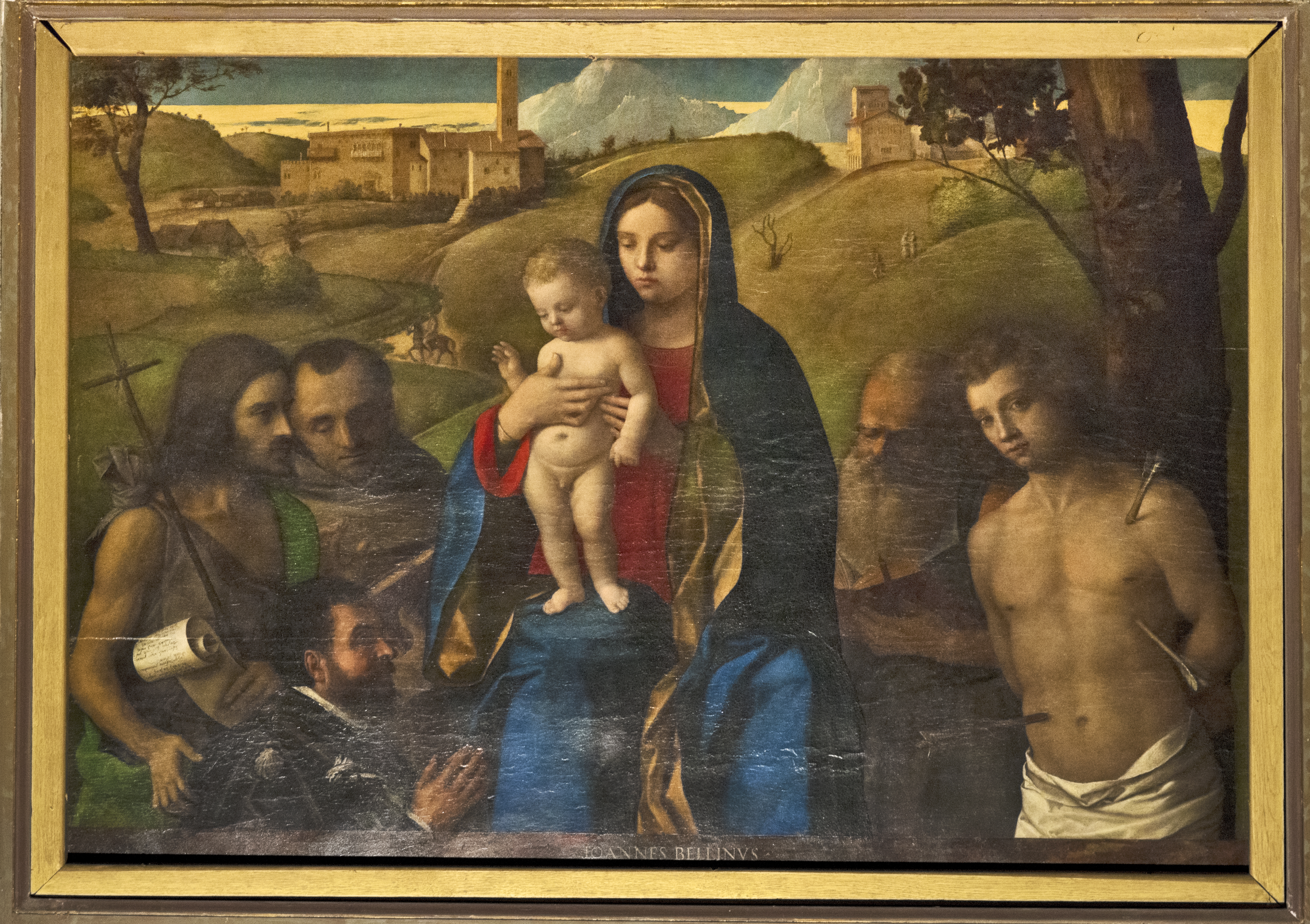
La sacra conversazione Dolfin commanditée par Giacomo Dolfin à Bellini

## Architecture
- Palais Dolfin Manin sur le Grand Canal, à San Marco
- Palais Ca' Dolfin, à Venise
- Palais Dolfin-Bollani à Castello
- Palais Secco-Dolfin à Dorsoduro (Ca'Dolfin)
- Palais Dolfin-Giustiniani
- Villa Dolfin-Boldù
- Villa Dolfin-dal Martello (La Mincana)
- Villa Correr-Dolfin

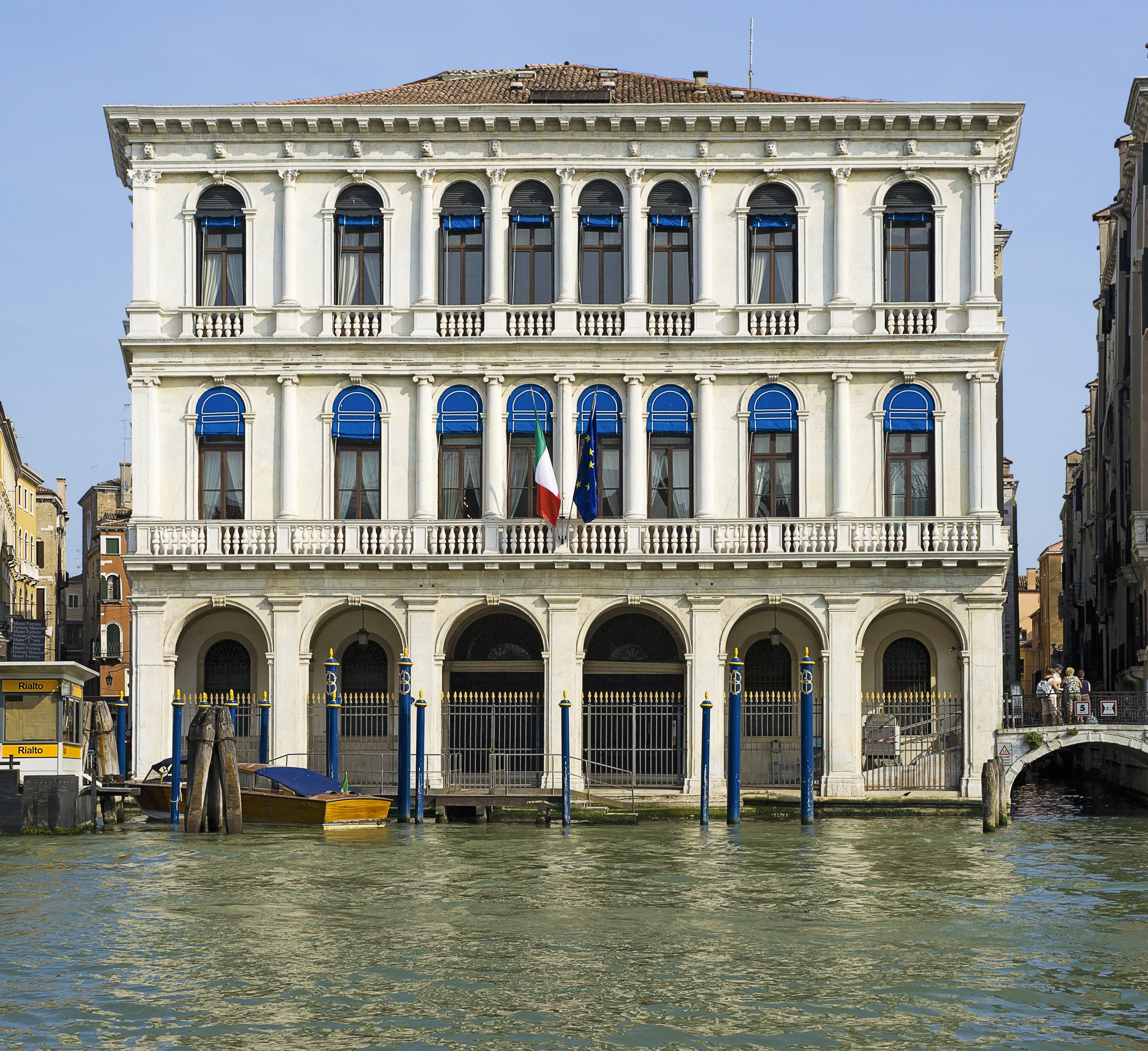
Palais Dolfin Manin sur le Grand Canal à San Marco
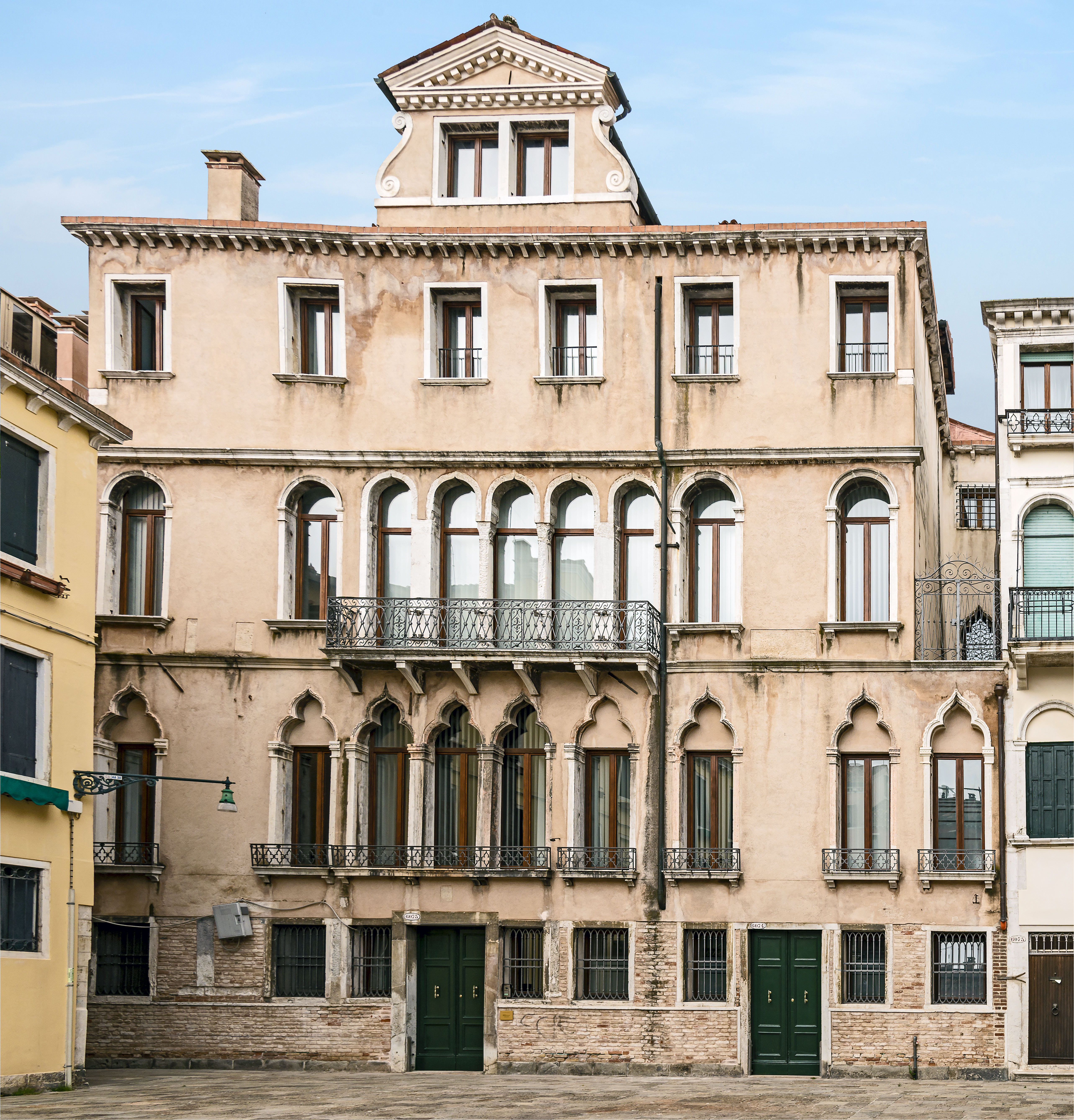
Palais Dolfin Bollani à Castello
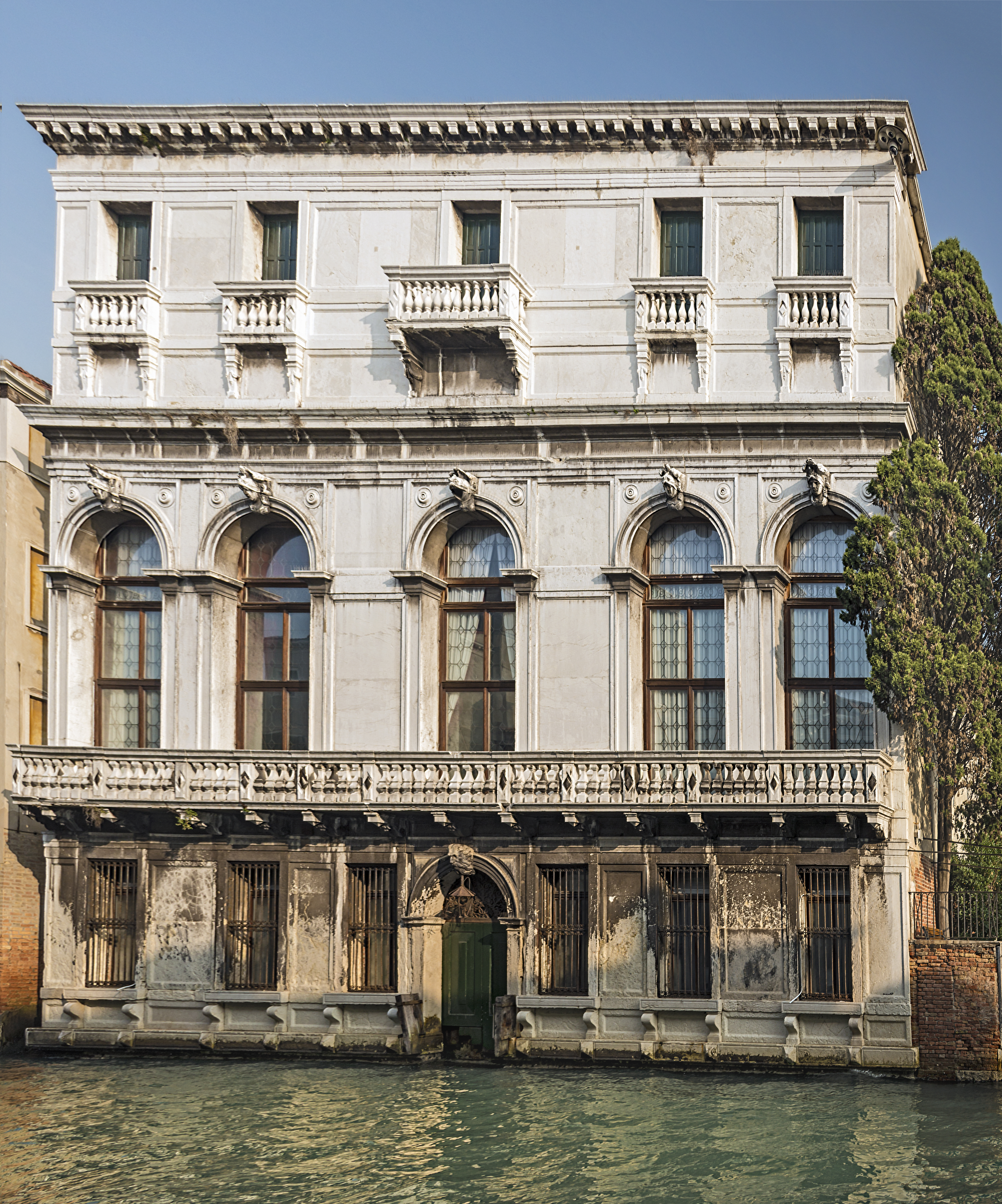
Palais Secco Dolfin  à Dorsoduro